# Ozimops lumsdenae
Ozimops lumsdenae és una espècie de ratpenat de la família dels molòssids. És endèmic d'Austràlia (Austràlia Occidental, Territori del Nord i Queensland). És un ratpenat de petites dimensions, amb els avantbraços de 35,2-40,4 mm i un pes de fins a 19,5 g. S'alimenta d'insectes. Com que fou descoberta fa poc, l'estat de conservació d'aquesta espècie encara no ha estat avaluat formalment.